# Уве Месершмідт
Уве Месершмідт (нім. Uwe Messerschmidt, 22 січня 1962) — німецький велогонщик.
Срібний призер Олімпійських Ігор 1984 року в гонці за очками, учасник 1988 року.